# Дауе Боб
Дауе Боб Постума (нід. Douwe Bob Posthuma, нар. 12 грудня 1992), найбільш відомий як Дауе Боб (Douwe Bob) — нідерландський співак та автор пісень. Він переміг на нідерландському шоу талантів De beste singer-songwriter van Nederland (Найкращий співак-пісняр у Нідерландах). Основні жанри музичної творчості артиста — фольк і кантрі. 2016 року він представляв свою країну на Пісенному конкурсі Євробачення 2016 у Стокгольмі, Швеція, із піснею «Slow Down».

## Біографія

### Дитинство
Дауе Боб Постума народився 12 грудня 1992 року в Амстердамі. Його батько — відомий у Нідерландах дизайнер і учасник музичного гурту «The Fool». Ще з дитинства Дауе почав цікавитися музикою — його першим музичним інструментом було фортепіано, а у 14 років він навчився грати на гітарі. Тоді його більш цікавила класична і джазова музика, але зараз він черпає натхнення з музики в жанрі кантрі, а також з музики 1960—1970 років.

### De beste singer-songwriter van Nederland
2012 року співак брав участь у нідерландському талант-шоу «De beste singer-songwriter van Nederland» (Найкращий співак-пісняр у Нідерландах). Тут він виконує свої пісні «Standing Here Helpless», «Icarus» і, у фіналі, «Multicolored Angels» з гуртом Тіма Кнолла. Він став переможцем конкурсу і його фінальна пісня «Multicolored Angels» зайняла 17 місце на нідерландському музичному чарті.

### Перші альбоми
2013 року вийшов перший альбом співака «Born in a Storm» (Народжений в бурі). Більшість пісень з цього альбому були написані під час відпочинку Боба у Марокко.
2015 року вийшов другий альбом співака «Pass It On». Він очолив національний чарт альбомів у Нідерландах. Цього же року Дауе  Боб виконує пісню «Hold Me» (Обійми мене) з дуже відомою нідерландською співачкою Анук. На поточний момент ця пісня — найбільший успіх співака у національних чартах країни.

### Євробачення 2016
22 вересня 2015 року національний телеканал VARA оголосив, що Нідерланди на Пісенному конкурсі Євробачення 2016 у Стокгольмі представлятиме Дауе Боб. Премь'єра його конкурсної пісні, «Slow Down», відбулася 4 березня 2016 року. Відомо, що вона була написана і записана в іспанської Андалусії.

## Приватне життя
10 березня 2016 року в одному з інтерв'ю Боб заявив, що він бісексуальний.